# Грб Француских јужних и антарктичких земаља
Грб Француских јужних и антарктичких земаља је званични хералдички симбол француске прекоморске територије под називом Француске јужне и антарктичке земаље. Грб територије је креирао Сузан Гаутијер 1950. године у име администратора територије.

## Опис
Грб је штит подјељен на четири поља: два азурна и два златна. Прво поље показује кергуеленски купус. У другом је јастог. У трећем је приказана глава царског пингвина. У четвртом је ледени бријег.
Штит чувају два сребрна морска слона. Изнад штита је слоган „Француске јужне и антарктичке територије” на француском, те два сидра и три звјездице.